# Renanthera hennisiana
Renanthera hennisiana är en orkidéart som beskrevs av Rudolf Schlechter. Renanthera hennisiana ingår i släktet Renanthera och familjen orkidéer.
Artens utbredningsområde är Burma. Inga underarter finns listade i Catalogue of Life.